# Boarmia griseifusa
Boarmia griseifusa là một loài bướm đêm trong họ Geometridae.